# Pedro Mosquera
Pedro Mosquera Parada (ur. 21 kwietnia 1988 roku w La Coruñi) – hiszpański piłkarz, grający na pozycji pomocnika w SD Huesca. Były zawodnik Realu Madryt. W pierwszej drużynie Realu Madryt zadebiutował 26 marca 2010 roku w wygranym 2:4 meczu z drużyną Getafe CF. 12 lipca 2010 podpisał pięcioletni kontrakt z Getafe CF. Królewscy mogą odkupić swojego piłkarza ze względu na klauzulę zawartą w umowie z oba klubami.